# Zanthoxylum albuquerquei
Zanthoxylum albuquerquei là một loài thực vật thuộc họ Rutaceae. Đây là loài đặc hữu của Peru.